# اتحاد القتال الشجاع
اتحاد القتال الشجاع (بالإنجليزية: Brave Combat Federation)‏ هو أكبر عرض ترويجي لفنون القتال المختلطة (MMA) في الشرق الأوسط وأسرع عرض ترويجي عالمي للفنون القتالية المختلطة نموًّا. تأسست المنظمة في 23 سبتمبر 2016 من قبل الشيخ خالد بن حمد آل خليفة. يضم اتحاد القتال الشجاع مقاتلين مختلطين من أكثر من 40 دولة تقع في خمس قارات. يتم بث أحداث اتحاد القتال الشجاع من خلال العديد من الشركاء الإعلاميين بما في ذلك شبكة شبكة الملك و‌كانيس جلوبو و‌ميكس و‌إيه بي إس-سي بي إن الرياضة والعمل و‌ون سبورت وتلفزيون البحرين. أنتج اتحاد الفتال الشجاع ستة أحداث للدفع مقابل المشاهدة بصرف النظر عن الإعلان عن الأحداث في أبو ظبي والبرازيل.